# Ian McColl
Ian McColl (Alexandria, 7 de junho de 1927 - Glasgow, 25 de outubro de 2008) foi um futebolista e treinador escocês, que atuava como zagueiro e atuou em toda sua carreira pelo Rangers Football Club.

## Início da vida
Nascido em Alexandria, Ian McColl desenvolveu suas habilidades no futebol nos juniores.
Em 1943, mudou-se para Glasgow para estudar engenharia na Universidade de Glasgow .Ele continuou seus estudos depois de virar profissional e mais tarde trabalhou como engenheiro civil

## Carreira como jogador
Começou sua carreira em 1945 no Rangers,onde atuou até 1960,quando se aposentou.Atuou pela Escócia na Copa do Mundo de 1958.

## Treinador da Escócia
Ian McColl,foi nomeado tecnico da Seleção Escocesa de Futebol em 1960 após se aposentar e ficou no cargo até 1965 e mesmo tendo uma boa campanha com a seleção ao longo dos cinco anos, não conseguiu classificar a Escócia para a Copa do Mundo de 1962.
Foi em Sunderland gerente de futebol,cargo que ficou de 1965 a 1968.
Passou o resto de sua vida trabalhando como engenheiro civil.

## Morte
Ian morreu aos 81 anos,de causas naturais em Glasgow.